# تحليل لاعضوي نوعي
التحليل الوصفي أو النوعي يبحث هذا الجزء في كيفية فصل العناصر أو المواد من المخاليط، والتعرف عليها عن طريق الفصل وكذلك التعرف على الأسس الحامضية والقاعدية الموجودة في مركب واحد أو خليط يتكون من عدة مركبات ويمكن أن يتم ذلك أما باستخدام الحواس أو استخدام المواد والمحاليل الكيميائية.